# زاغی سبز هندوچین
زاغی سبز هندوچین (نام علمی: Cissa hypoleuca) نام یک گونه از سرده زاغی‌های دم‌کوتاه است.